# Britania Superior
La provincia romana de Britania Superior (en latín, Britannia Superior) fue una de las provincias romanas de Britania creada hacia 197 AD por el emperador Septimio Severo tras su victoria contra Clodio Albino. Severus dividió la provincia preexistente de Britania en dos partes, siendo la otra Britania Inferior al norte, con su capital en Eboracum. La Britania Superior era la provincia más meridional, con su capital en Londinium. Se desconoce con precisión las fronteras exactas entre la Britania Superior e Inferior. La mayoría de la información que se ha recogido en esta región sobre este período de tiempo, desde aproximadamente el siglo II hasta el siglo III, es de inscripciones dejadas en macetas, paredes, y cartas escritas por los ciudadanos y soldados.
Aproximadamente un siglo más tarde, hacia el año 293 AD, durante el mandato del emperador Diocleciano, la provincia fue dividida en Britania Prima (con capital en Corinium Dobunnorum) en el oeste y Maxima Caesariensis (con capital en Londinium) en el este.

## Gobernadores
Los gobernadores provinciales de la  Britania Superior fueron normalmente de rango  consular:
1. Tiberio Julio Polieno Auspex, 223-226
2. Cayo Junio Faustino Postumiano, entre 227-235
3. Rufino (se desconoce su nombre completo).
4. Marco Martianio Pulcro.
5. Tito Desticio Juba, hacia 250.

Sin embargo, no se sabe mucho sobre cada uno de los gobernadores, o incluso si esta es la lista completa de los gobernadores de la provincia desde el momento de su creación hasta su disolución.